# Love (Thegiornalisti)
| Recensione       | Giudizio |
| ---------------- | -------- |
| OndaRock         |          |
| Rockit           | Positivo |
| Rockol           |          |
| Spettacolo.eu    |          |
| La scimmia pensa | Negativo |

Love è il quinto album in studio del gruppo musicale italiano Thegiornalisti, pubblicato il 21 settembre 2018 dalla Carosello Records.
L'album è stato l'ultimo inciso dalla formazione prima dell'abbandono di Tommaso Paradiso avvenuto il 17 settembre 2019.

## Tracce
Testi e musiche di Tommaso Paradiso, eccetto dove indicato.
1. Overture – 1:24
2. Zero stare sereno – 3:15
3. New York – 3:39 (musica: Tommaso Paradiso, Dario Faini)
4. Una casa al mare – 2:55
5. Controllo – 4:05
6. Love – 3:44
7. Milano Roma – 3:38
8. L'ultimo giorno della Terra – 3:29 (musica: Tommaso Paradiso, Alessandro Merli, Fabio Clemente)
9. Questa nostra stupida canzone d'amore – 4:09
10. Felicità puttana – 3:39
11. Dr. House – 5:23

## Formazione
Gruppo
- Tommaso Paradiso – voce, cori
- Marco Antonio Musella – chitarra
- Marco Primavera – batteria, percussioni, cori

Altri musicisti
- Dario Faini – pianoforte, tastiera, sintetizzatore, sintetizzatore modulare, programmazione, programmazione ritmica, cori, arrangiamento, arrangiamento strumenti ad arco (tracce 3 e 11), arrangiamento fiati (traccia 3)
- Vanni Casagrande – programmazione
- Lucio Enrico Fasino – basso (tracce 2, 3, 5, 6, 9 e 10)
- Stefano Brandoni – chitarre elettriche e acustiche (tracce 3, 5, 6, 9 e 10)
- Davide Rossi – arrangiamento strumenti ad arco (tracce 1 e 5)
- Carmelo Emanuele Patti – programmazione suoni orchestrali (traccia 1), programmazione (tracce 3, 6, 10 e 11)
- Moreno Falciani – sassofono (tracce 1, 3 e 6)
- Andrea Baroldi – tromba, flicorno soprano (tracce 1, 3, 10 e 11)
- Alessio Nava – trombone (traccia 10)
- Takagi & Ketra – arrangiamento (traccia 8)

## Classifiche

### Classifiche settimanali
| Classifica (2018) | Posizione massima |
| ----------------- | ----------------- |
| Belgio (Vallonia) | 178               |
| Italia            | 1                 |
| Italia (vinili)   | 1                 |
| Svizzera          | 36                |

### Classifiche di fine anno
| Classifica (2018) | Posizione |
| ----------------- | --------- |
| Italia            | 20        |
| Classifica (2019) | Posizione |
| Italia            | 48        |